# Liste der Baudenkmale in Lindendorf
In der Liste der Baudenkmale in Lindendorf sind alle denkmalgeschützten Gebäude der brandenburgischen Gemeinde Lindendorf aufgelistet. Grundlage ist die Veröffentlichung der Landesdenkmalliste mit dem Stand vom 31. Dezember 2020.

## Baudenkmale in den Ortsteilen
In den Spalten befinden sich folgende Informationen:
- ID-Nr.: Die Nummer wird vom Brandenburgischen Landesamt für Denkmalpflege vergeben. Ein Link hinter der Nummer führt zum Eintrag über das Denkmal in der Denkmaldatenbank. In dieser Spalte kann sich zusätzlich das Wort Wikidata befinden, der entsprechende Link führt zu Angaben zu diesem Denkmal bei Wikidata.
- Lage: die Adresse des Denkmales und die geographischen Koordinaten. Link zu einem Kartenansichtstool, um Koordinaten zu setzen. In der Kartenansicht sind Denkmale ohne Koordinaten mit einem roten beziehungsweise orangen Marker dargestellt und können in der Karte gesetzt werden. Denkmale ohne Bild sind mit einem blauen bzw. roten Marker gekennzeichnet, Denkmale mit Bild mit einem grünen beziehungsweise orangen Marker.
- Bezeichnung: Bezeichnung in den offiziellen Listen des Brandenburgischen Landesamtes für Denkmalpflege. Ein Link hinter der Bezeichnung führt zum Wikipedia-Artikel über das Denkmal.
- Beschreibung: die Beschreibung des Denkmales
- Bild: ein Bild des Denkmales und gegebenenfalls einen Link zu weiteren Fotos des Baudenkmals im Medienarchiv Wikimedia Commons

### Dolgelin
| ID-Nr.   | Lage                   | Bezeichnung                                                    | Beschreibung | Bild           |
| -------- | ---------------------- | -------------------------------------------------------------- | --- | -------------- |
| 09180417 | Alte Poststraße (Lage) | Ruine der Dorfkirche mit mittelalterlichen Putzritzzeichnungen | Die ehemalige Kirche wurde 1945 während des Zweiten Weltkrieges nur wenig zerstört. Nach dem 2. Weltkrieg wurde die Kirche zur Plünderung frei gegeben, die Dachziegel wurden hauptsächlich für die daneben befindliche Schule verwandt. Erst 1965 wurde der Turm auf staatliche Anweisung gesprengt. Der älteste Teil der Kirche stammt aus der Zeit um 1300. In zwei Rundblenden der Westwand befinden sich Ritzzeichnungen aus dem Mittelalter. | weitere Bilder |

### Libbenichen
| ID-Nr.   | Lage                           | Bezeichnung | Beschreibung | Bild           |
| -------- | ------------------------------ | ----------- | --- | -------------- |
| 09180512 | Lindenstraße (Lage)            | Dorfkirche  | Die evangelische Kirche wurde 1736 erbaut, dabei wurden Reste des mittelalterlichen Vorgängerbaus verwendet.     | weitere Bilder |
| 09180514 | Frankfurter Straße 6 (Lage)    | Windrad     | Das 1926 erbaute eiserne Windrad Libbenichen mit sechs Jalousieflügeln ist eine einmalige Anlage in Deutschland. | Windrad        |
| 09180513 | Otto-Grotewohl-Straße 8 (Lage) | Pfarrhaus   | | Pfarrhaus      |

### Sachsendorf
| ID-Nr.   | Lage                                | Bezeichnung | Beschreibung                                               | Bild           |
| -------- | ----------------------------------- | ----------- | ---------------------------------------------------------- | -------------- |
| 09180646 | Rudolf-Breitscheid-Straße 83 (Lage) | Dorfkirche  | Die evangelische Kirche wurde von 1514 bis 1519 errichtet. | weitere Bilder |